# 6. listopad
6. listopad je 310. den roku podle gregoriánského kalendáře (311. v přestupném roce). Do konce roku zbývá 55 dní.

## Události

### Česko
- 1611 – Vymřel rod pánů z Rožmberka (Petrem Vokem v Třeboni).
- 1932 – Byl oficiálně trvale otevřen zimní stadión Štvanice v Praze (zbourán v květnu a červnu 2011).
- 1945 – Prezident Edvard Beneš jmenoval druhou vládu Zdeňka Fierlingera.
- 2006 – Prezident České republiky Václav Klaus opět pověřil Mirka Topolánka sestavením vlády České republiky.
- 2008 – Při požáru v pražské vietnamské tržnici Sapa vznikly škody přibližně 200 milionů korun.
- 2011 – Český ženský tenisový tým v Moskvě vyhrál Fed Cup.

### Svět
- 1528 – Španělský dobyvatel Álvar Núñez Cabeza de Vaca ztroskotal u pobřeží Texasu a se stal prvním Evropanem, který stanul na texaské půdě.
- 1913 – Gándhí, vůdce Pasivní rezistence, zatčen anglickými oddíly za to, že vedl indické horníky v Jihoafrické republice v protestním pochodu.
- 1943 – Rudá armáda za významné pomoci československých jednotek pod velením Ludvíka Svobody osvobodila ukrajinské hlavní město Kyjev.

## Narození

### Česko

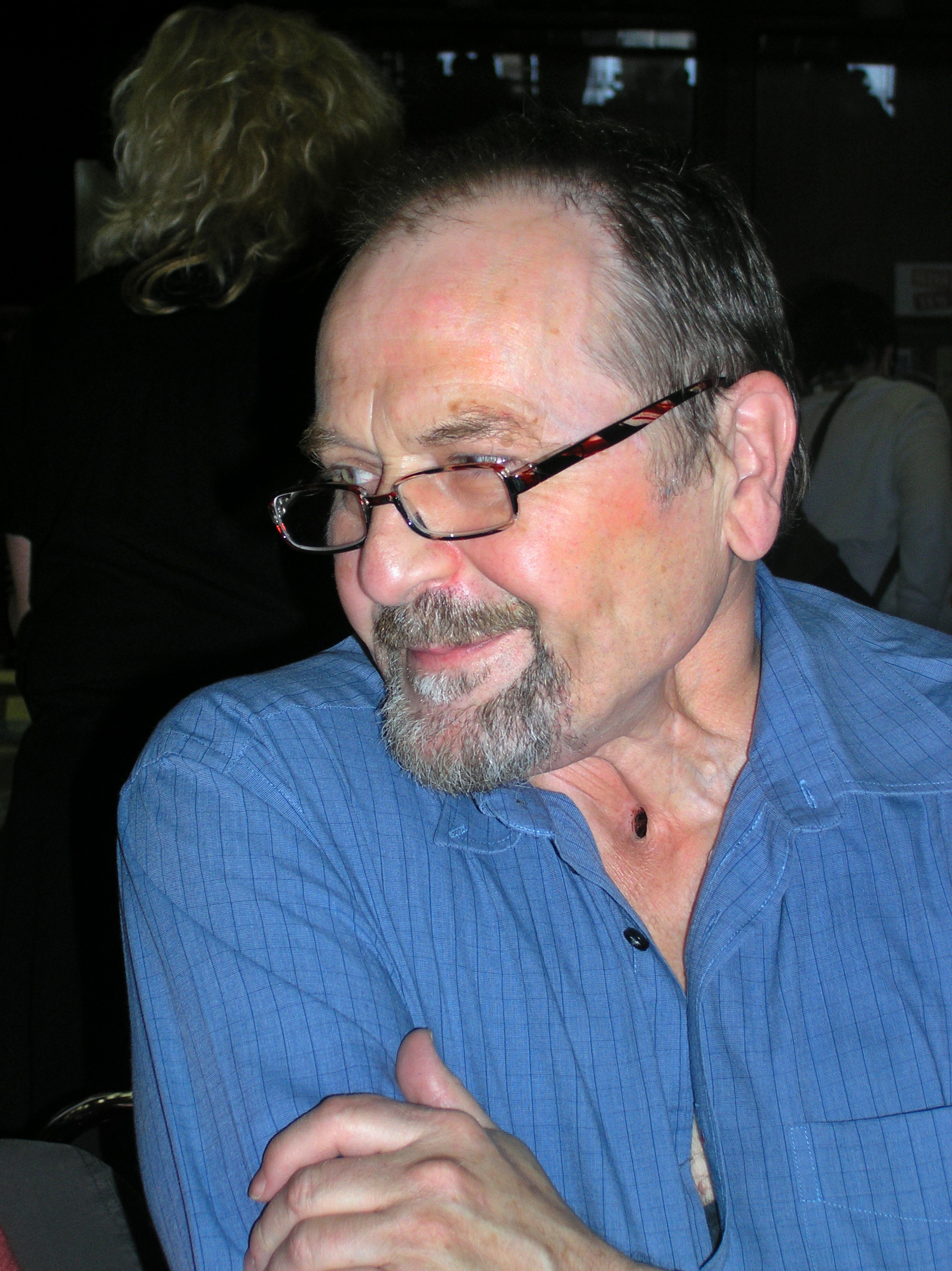
Jiří Žáček (* 1945; spisovatel)

- 1608 – Jiří Crugerius, jezuita, barokní historik a pedagog († 9. března 1671)
- 1741 – Franz Anton Leonard Herget, matematik a inženýr († 1. října 1800)
- 1747 – Josef František Hurdálek, litoměřický biskup († 27. prosince 1833)
- 1818 – Josef Florian Vogl, český a rakouský geolog a politik († 1. října 1896)
- 1841 – František Vymazal, filolog († 6. dubna 1917)
- 1845 – Jindřich Záhoř, lékař, pražský městský hygienik a politik († 21. září 1927)
- 1847 – Emerich Maixner, lékař († 27. dubna 1920)
- 1858 – Valerián Pejša, lidový spisovatel († 12. srpna 1893)
- 1871 – Antonín Klouda, československý politik († 24. února 1961)
- 1872 – František Bílek, český sochař († 13. října 1941)
- 1875 – František Biňovec, československý politik († 1965)
- 1884 – Richard Weiner, spisovatel († 3. ledna 1937)
- 1887 – Ladislav Žemla, československý tenista († 18. června 1955)
- 1893 – Marie Fantová, novinářka a překladatelka († 23. dubna 1963)
- 1894 – Josef Ludvík Fischer, filosof a sociolog († 17. února 1973)
- 1896 – Stanislav Muž, operní pěvec († 13. srpna 1955)
- 1899 – Jiří Malý, antropolog († 7. července 1950)
- 1903
  - Eduard Světlík, malíř († 8. března 1970)
  - Jan Blahoslav Čapek, spisovatel, komeniolog, literární historik a kritik († 10. září 1982)
- 1912 – Jaroslav Odstrčil, voják a velitel výsadku Calcium († 23. června 1944)
- 1913 – Václav Boštík, malíř, grafik a ilustrátor († 7. května 2005)
- 1919 – Vítězslav Jungbauer, sochař († 6. ledna 2003)
- 1922 – Jiří Novák, akademický sochař († 19. února 2010)
- 1923
  - Jiří John, malíř a ilustrátor († 22. června 1972)
  - Karel Benedík, malíř a restaurátor († 17. ledna 1997)
- 1924
  - Miloš Hruška, výtvarný pedagog, sochař, malíř a restaurátor, původem ze Slovenska († 22. června 1997)
  - Radim Palouš, filosof, pedagog a komeniolog († 10. září 2015)
- 1934 – Miroslav Koranda, československý veslař, olympijský vítěz († 6. října 2008)
- 1945 – Jiří Žáček, spisovatel a básník
- 1948 – Igor Vavrda, kytarista, saxofonista, houslista, pianista, hudební skladatel († 26. prosince 2013)
- 1951 – Jan Kasal, politik
- 1957 – Miroslav Nenutil, 3. senátor za obvod č.3-Cheb, bývalý starosta města Stříbro
- 1960 – Ivo Žďárek, tragicky zahynulý český diplomat († 20. září 2008)
- 1963 – Daniel Anýž, novinář, komentátor a publicista († 30. září 2023)
- 1989
  - Veronika Kašáková, modelka, finalistka České Miss 2014
  - Jana Peroutková, novinářka a moderátorka
- 1990 – Kristýna Ječmenová, modelka, finalistka České Miss 2011
- 1993 – Lucie Kovandová, modelka, Česká Miss World 2013

### Svět

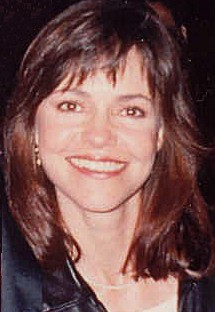
Sally Fieldová (* 1946)

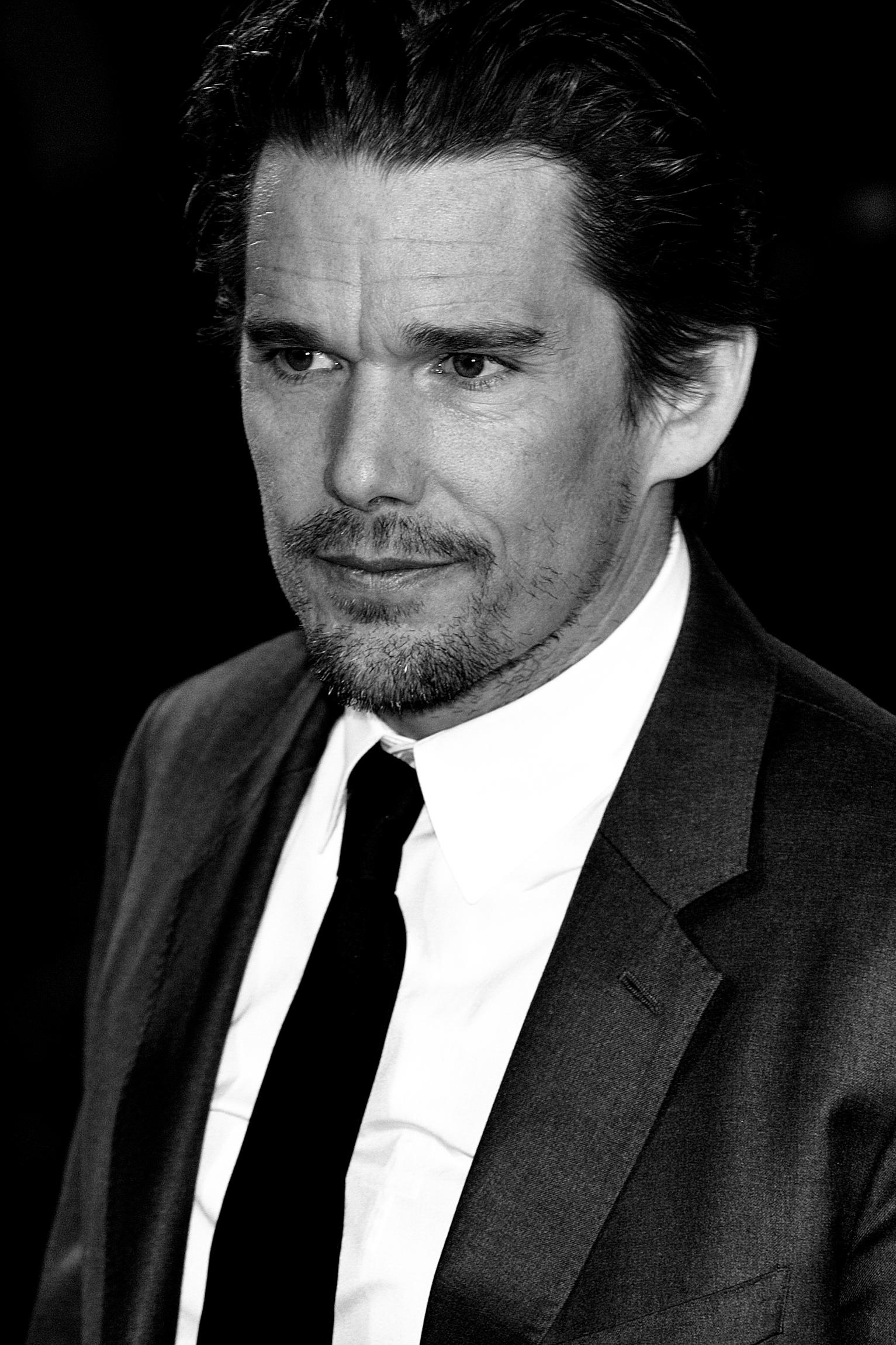
Ethan Hawke (* 1970)

- 1479 – Jana I. Kastilská, kastilská královna, manželka Filipa I. Sličného († 12. dubna 1555)
- 1494 – Sulejman I., panovník Osmanské říše († 5. září 1566)
- 1597 – Mons. Dr. Filip Fridrich Breuner, olomoucký kanovník, světící biskup a biskup vídeňský († 22. května 1669)
- 1636 – Jindřiška Adéla Marie Savojská, savojská princezna a manželka bavorského kurfiřta Ferdinanda Maria Bavorského († 13. června 1676)
- 1661 – Karel II. Španělský, poslední španělský, neapolský a sicilský král z rodu Habsburků († 1. listopadu 1700)
- 1713 – Thomas Osborne, 4. vévoda z Leedsu, britský politik a šlechtic († 23. března 1789)
- 1720 – Harry Paulet, 6. vévoda z Boltonu, britský admirál, politik a šlechtic († 25. prosince 1794)
- 1754 – Fridrich I. Württemberský, první württemberský král († 30. října 1816)
- 1771 – Alois Senefelder, rakouský herec, vynálezce litografie, dramatik († 26. února 1834)
- 1814 – Adolphe Sax, vynálezce saxofonu († 4. února 1894)
- 1825 – Charles Garnier, francouzský architekt († 3. srpna 1898)
- 1835 – Cesare Lombroso, italský lékař, biolog a kriminolog († 19. října 1909)
- 1841 – Armand Fallières, francouzský prezident († 22. června 1931)
- 1843 – Ferdinand von Schrott, předlitavský státní úředník, soudce a politik († 16. října 1921)
- 1850 – Ernest von Koerber, rakousko-uherský politik († 5. března 1919)
- 1852 – Dmitrij Narkisovič Mamin-Sibirjak, ruský prozaik a dramatik († 15. listopadu 1912)
- 1854 – John Philip Sousa, americký hudební skladatel († 6. března 1932)
- 1861 – James Naismith, vynálezce basketbalu († 28. listopadu 1939)
- 1870 – Herbert Samuel, britský politik a diplomat († 2. února 1963)
- 1878 – Michail Petrovič Arcybašev, ruský naturalistický spisovatel († 3. března 1927)
- 1880 – Robert Musil, rakouský romanopisec, dramatik a esejista († 15. dubna 1942)
- 1881
  - Ludwig Christian Haeusser, potulný německý kazatel († 9. června 1927)
  - Otozó Jamada, vojevůdce Japonské císařské armády († 18. července 1965)
- 1899
  - Květoslava Viestová, slovenská protifašistická bojovnice († 14. prosince 1987)
  - Francis Lederer, americký herec († 25. května 2000)
- 1908 – Françoise Dolto, francouzská psychoanalytička a pediatrička († 25. srpna 1988)
- 1911 – Maximilian Hüttisch, německý malíř a grafik († 16. září 1988)
- 1913 – Calvin L. Rampton, americký politik († 16. září 2007)
- 1916 – Ray Conniff, americký dirigent a skladatel († 2002)
- 1919 – Sophia de Mello Breyner Andresenová, portugalská básnířka a dramatička († 2. červenec 2004)
- 1924 – William Auld, skotský esperantský básník († 11. září 2006)
- 1925 – Michel Bouquet, francouzský herec († 13. dubna 2022)
- 1926 – Zig Ziglar, americký spisovatel († 28. listopadu 2012)
- 1931 – Mike Nichols, americký filmový a divadelní režisér německého původu († 19. listopadu 2014)
- 1932 – François Englert, belgický fyzik, nositel Nobelovy ceny za fyziku
- 1933 – Knut Johannesen, norský rychlobruslař, olympijský vítěz
- 1937 – Garry Gross, americký módní fotograf († 30. listopadu 2010)
- 1940 – Clara Janés, španělská spisovatelka
- 1943 – Saša Sokolov, ruský spisovatel
- 1944
  - Wild Man Fischer, americký zpěvák, kytarista a hudební skladatel († 16. června 2011)
  - Bill Henderson, kanadský zpěvák a kytarista, člen skupiny Chilliwack
  - Gerallt Lloyd Owen, velšský básník († 15. července 2014)
- 1946
  - Sally Fieldová, americká herečka, režisérka
  - George Young, australský rockový hudebník († 22. října 2017)
- 1947 – Bobby Beausoleil, bývalý americký hudebník a herec, také odsouzený vrah
- 1948
  - Glenn Frey, americký zpěvák, hudební skladatel, zakládající člen skupiny Eagles († 18. ledna 2016)
  - Robert Hübner, německý šachový velmistr († 5. ledna 2025)
- 1949 – Arturo Sandoval, kubánský trumpetista, klavírista a hudební skladatel
- 1952 – Michael Cunningham, americký romanopisec
- 1955 – Maria Shriverová, americká novinářka, spisovatelka, manželka Arnolda Schwarzeneggera
- 1956
  - Marc Dutroux, belgický sériový vrah
  - David Soldier, americký hudebník
- 1965 – Valérie Benguigui, francouzská herečka († 2. září 2013)
- 1968 – Kelly Rutherfordová, americká herečka
- 1969 – Colson Whitehead, americký spisovatel
- 1970 – Ethan Hawke, americký herec
- 1971 – Luminița Dinuová, rumunská házenkářka
- 1972
  - Rebecca Romijn, americká herečka a modelka
  - Thandie Newtonová, britská herečka
- 1976 – Sal Vulcano, americký komik a herec
- 1978 – Taryn Manning, americká herečka
- 1982 – Ann Kristin Flatlandová, norská biatlonistka
- 1986 – Katie Leclerc, americká herečka
- 1987 – Ana Ivanovićová, srbská tenistka
- 1988 – Emma Stoneová, americká herečka
- 1997
  - Elena-Gabriela Ruseová, rumunská tenistka
  - Aliona Bolsovová, španělská tenistka
  - Hero Fiennes-Tiffin, britský herec
- 1999 – Miloš Roman, slovenský hokejista

## Úmrtí

### Česko

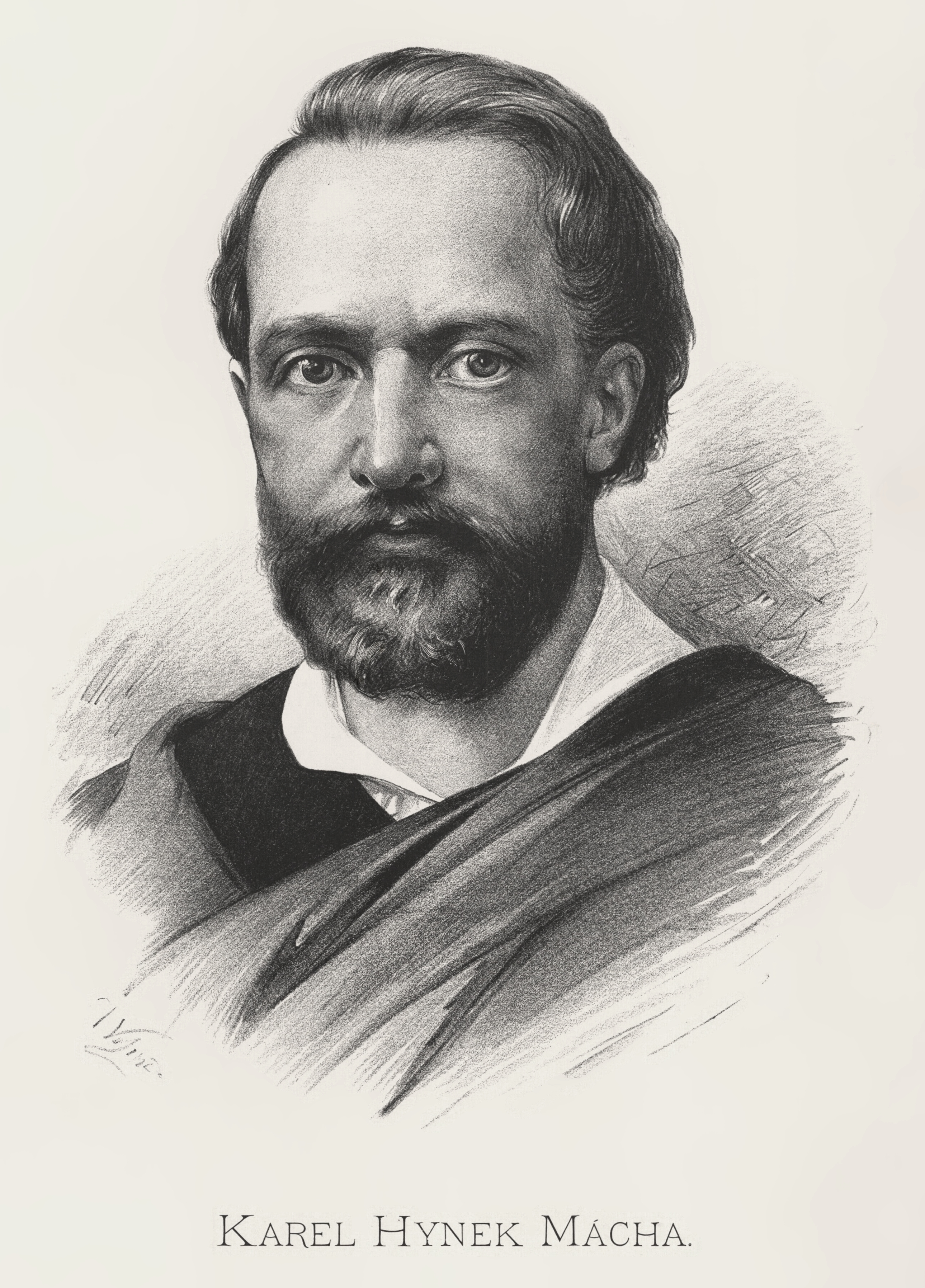
Karel Hynek Mácha († 1836)

- 1611 – Petr Vok z Rožmberka, poslední člen rodu Rožmberků (* 1. října 1539) (dle data na rakvi 5. listopadu 1611; zjištěno v říjnu 2009)
- 1655 – Maxmilián z Ditrichštejna, rakouský šlechtic, státník a diplomat (* 27. června 1596)
- 1651 – Jiří Adam z Martinic, český šlechtic (* 1602)
- 1775 – Jan Tržil, purkmistr Martínkova a jeden z vůdců selského povstání (* 10. prosince 1723)
- 1795 – Jiří Antonín Benda , český hudební skladatel (* 30. června 1722)
- 1836 – Karel Hynek Mácha , český básník, prozaik a spisovatel (* 16. listopadu 1810)
- 1876 – Johann Emanuel Veith, rakouský veterinář, teolog, kazatel a spisovatel (* 22. července 1787)
- 1885 – Jiří Czarda, český lékař, první český otolog (* 15. května 1851)
- 1888 – Lubert Graf, český právník a politik německé národnosti, starosta Chebu (* 11. května 1831)
- 1904 – Karl Schöppe starší, rakouský a český podnikatel a politik (* 14. března 1846)
- 1911
  - Meinrad Siegl, opat kláštera v Oseku u Duchcova (* 16. října 1842)
  - Mikuláš Karlach, český kněz, probošt vyšehradský (* 5. prosince 1831)
- 1917 – František Xaver Bakeš, učitel, hudebník, velkostatkář a politik (* 7. prosince 1833)
- 1938
  - Jan Stavěl, světící biskup olomoucké diecéze (* 13. dubna 1869)
  - Josef Richard Vilímek, český vydavatel (* 14. září 1860)
- 1941 – Rudolf Rauscher, český právní historik (* 14. září 1896)
- 1946 – Silvestr Bláha, československý legionář, generál (* 31. prosince 1887)
- 1951 – Jindřich Plachta, český herec (* 1. července 1899)
- 1968 – Jarmila Kronbauerová, česká herečka (* 11. srpna 1893)
- 1972 – Richard Wiesner, český malíř (* 6. července 1900)
- 1976 – Václav Čtvrtek, spisovatel pro děti a mládež (* 4. dubna 1911)
- 1983 – Josef Šíma, československý fotbalový reprezentant (* 17. srpna 1905)
- 1996 – Eva Vrchlická mladší, tanečnice a choreografka (* 9. června 1911)
- 2009 – Otomar Krejča, český herec a divadelní režisér (* 23. listopadu 1921)
- 2010 – Otakar Slavík, český malíř a kreslíř (* 18. prosince 1931)
- 2012 – Vladimír Jiránek, ilustrátor, kreslíř a scenárista a režisér animovaných filmů (* 6. června 1938)
- 2019 – Jan Stráský, politik (* 24. prosince 1940)

### Svět
- 1003 – Jan XVII., papež (* ??)

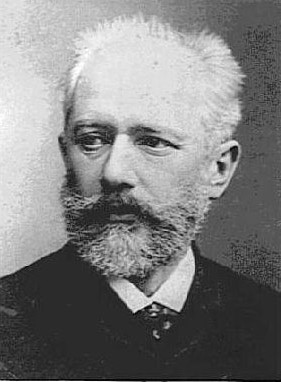
Petr Iljič Čajkovskij († 1893)

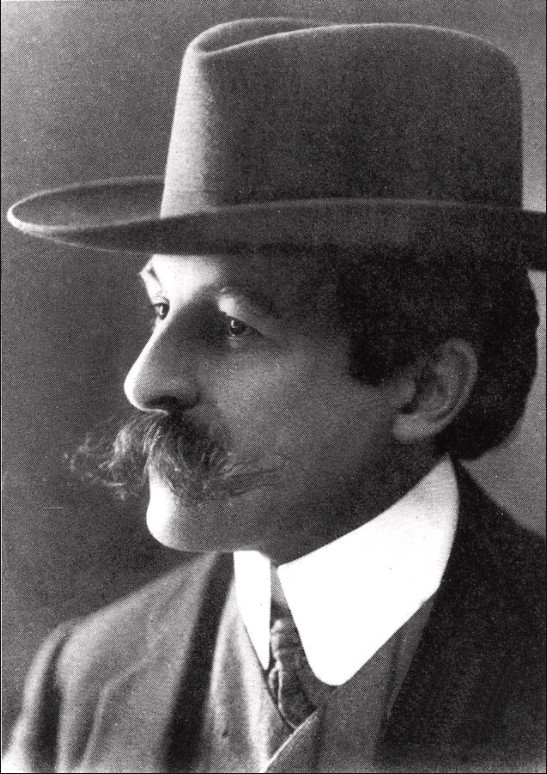
Maurice Leblanc († 1941)

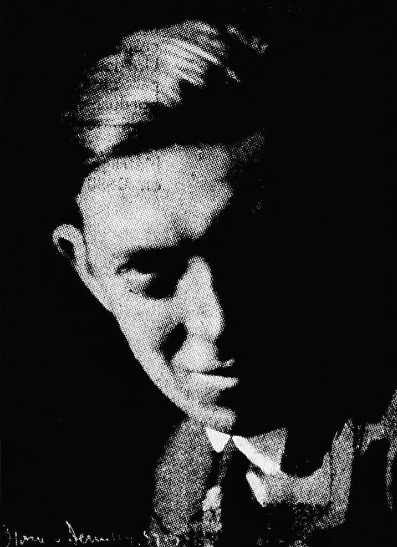
Gabriel Chevallier († 1969)

- 1171 – Balduin IV. Henegavský, henegavský hrabě (* 1108)
- 1231 – Cučimikado, 83. japonský císař (* 3. ledna 1196)
- 1406 – Inocenc VII., papež (* 1336)
- 1597 – Kateřina Michaela Španělská, dcera španělského krále Filipa II. (* 10. října 1567)
- 1600
  - Ekei Ankokudži, daimjó provincie Aki (* 1539)
  - Išida Micunari, japonský samuraj (* 1559)
- 1612 – Jindřich Frederik Stuart, nejstarší syn skotského krále Jakuba VI. Stuarta (* 19. února 1594)
- 1650 – Vilém II. Oranžský, místodržitel Spojených provincií nizozemských (* 27. května 1626)
- 1656 – Jan IV. Portugalský, portugalský král (* 18. března 1604)
- 1672 – Heinrich Schütz, německý hudební skladatel (* 8. října 1585)
- 1725 – Mikuláš Berčéni, uherský hrabě, hlavní generál Františka II. Rákociho (* 6. prosince 1665)
- 1771 – John Bevis, anglický lékař a astronom (* 31. října 1693 nebo 10. listopadu 1695)
- 1793 – Ludvík Filip II. Orleánský, orleánský vévoda (* 13. dubna 1747)
- 1816 – Karel II. Meklenbursko-Střelický, generální guvernér Hannoverska (* 10. října 1741)
- 1817 – Šarlota Augusta Hannoverská, britská princezna (* 7. ledna 1796)
- 1819 – Jacob Henry Sarratt, anglický šachista (* 1772)
- 1836 – Karel X., francouzský král z rodu Bourbonů (* 9. října 1757)
- 1887 – Eugène Pottier, francouzský básník a revolucionář (* 4. října 1816)
- 1888 – Adalbert Horawitz, rakouský historik a filolog (* 23. ledna 1840)
- 1893 – Petr Iljič Čajkovskij, ruský hudební skladatel (* 7. května 1840)
- 1912 – Mykola Lysenko, ukrajinský hudební skladatel (* 22. března 1842)
- 1914 – Carl Hans Lody, německý špion (* 20. ledna 1877)
- 1920 – Ludvík Bavorský, syn vévody Maxmiliána (* 21. června 1831)
- 1929 – Maxmilián Bádenský, německý říšský kancléř (* 10. července 1867)
- 1930 – Adolf Wölfli, švýcarský výtvarník (* 29. února 1864)
- 1935 – Henry Fairfield Osborn, americký geolog a paleontolog (* 8. srpna 1857)
- 1941
  - Paul Baras, francouzský cyklista a automobilový závodník (* 14. května 1870)
  - Maurice Leblanc, francouzský spisovatel (* 11. listopadu 1864)
- 1944 – Lord Moyne, britský státník, vlastník pivovaru Guinness (* 29. března 1880)
- 1951 – Tom Kiely, irský olympijský vítěz v desetiboji v roce 1904 (* 25. srpna 1869)
- 1960 – Erich Raeder, vrchní velitel německého válečného loďstva (* 24. dubna 1876)
- 1964
  - Hans von Euler-Chelpin, chemik německého původu, nositel Nobelovy ceny (* 15. února 1873)
  - Hugo Koblet, švýcarský profesionální cyklista (* 21. března 1925)
- 1965 – Edgard Varèse, francouzský hudební skladatel (* 22. prosince 1883)
- 1967 – Paul Nougé, belgický surrealistický básník a fotograf (* 13. února 1895)
- 1969 – Gabriel Chevallier, francouzský spisovatel (* 3. května 1895)
- 1972 – Billy Murcia, kolumbijský rockový bubeník (* 9. října 1951)
- 1982 – Milan Janák, slovenský ekonom a vysokoškolský pedagog (* 30. dubna 1910)
- 1989 – Margarete Buber-Neumann, německá komunistka a novinářka (* 21. října 1901)
- 1997 – Josef Pieper, německý filozof (* 4. května 1904)
- 1998 – Niklas Luhmann, německý filozof a sociolog (* 1927)
- 2000
  - Hilmar Pabel, německý fotograf a žurnalista (* 17. září 1910)
  - Lyon Sprague de Camp, americký spisovatel (* 27. listopadu 1907)
- 2003 – Rie Mastenbroeková, nizozemská plavkyně, trojnásobná olympijská vítězka (* 26. února 1919)
- 2004 – Pete Jolly, americký klavírista a akordeonista (* 5. června 1932)
- 2008 – Michael Hinz, německý herec (* 28. prosince 1939)
- 2010 – Walter Isard, americký ekonom (* 19. dubna 1919)
- 2013 – Peter Fatialofa, samojský ragbista (* 26. dubna 1959)
- 2014 – Rick Rosas, americký baskytarista (* 10. září 1949)
- 2015 – Jicchak Navon, izraelský politik, diplomat a dramatik (* 9. dubna 1921)
- 2017
  - Karin Dorová, německá herečka (* 22. února 1938)
  - Richard Gordon, americký pilot a astronaut (* 5. října 1929)
- 2021 – Juchym Leonidovyč Zvjahilskyj, ukrajinský politik (* 20. února 1933)

## Svátky

### Česko
- Liběna, Liboslava, Luboslava
- Leonard

Slovensko
- Renáta

Katolický kalendář
- Svatý Leonard (Linhart)
- bl. 522 španělských mučedníků

### Svět
- Mezinárodní den prevence ničení životního prostředí v průběhu válek a ozbrojených konfliktů

| 6. listopad v pražském KlementinuÚdaje jsou platné k 8. 7. 2025. | 6. listopad v pražském KlementinuÚdaje jsou platné k 8. 7. 2025. | 6. listopad v pražském KlementinuÚdaje jsou platné k 8. 7. 2025. |
| minimum                                                          | denní průměr                                                     | maximum                                                          |
| ---------------------------------------------------------------- | ---------------------------------------------------------------- | ---------------------------------------------------------------- |
| −6,8 °C (1842)                                                   | 6,3 °C (od 1961)                                                 | 18,3 °C (1834)                                                   |